# Tephrocactus alexanderi
Tephrocactus alexanderi är en kaktusväxtart som först beskrevs av Nathaniel Lord Britton och Joseph Nelson Rose, och fick sitt nu gällande namn av Curt Backeberg. Tephrocactus alexanderi ingår i släktet Tephrocactus och familjen kaktusväxter. Inga underarter finns listade i Catalogue of Life.

## Bildgalleri

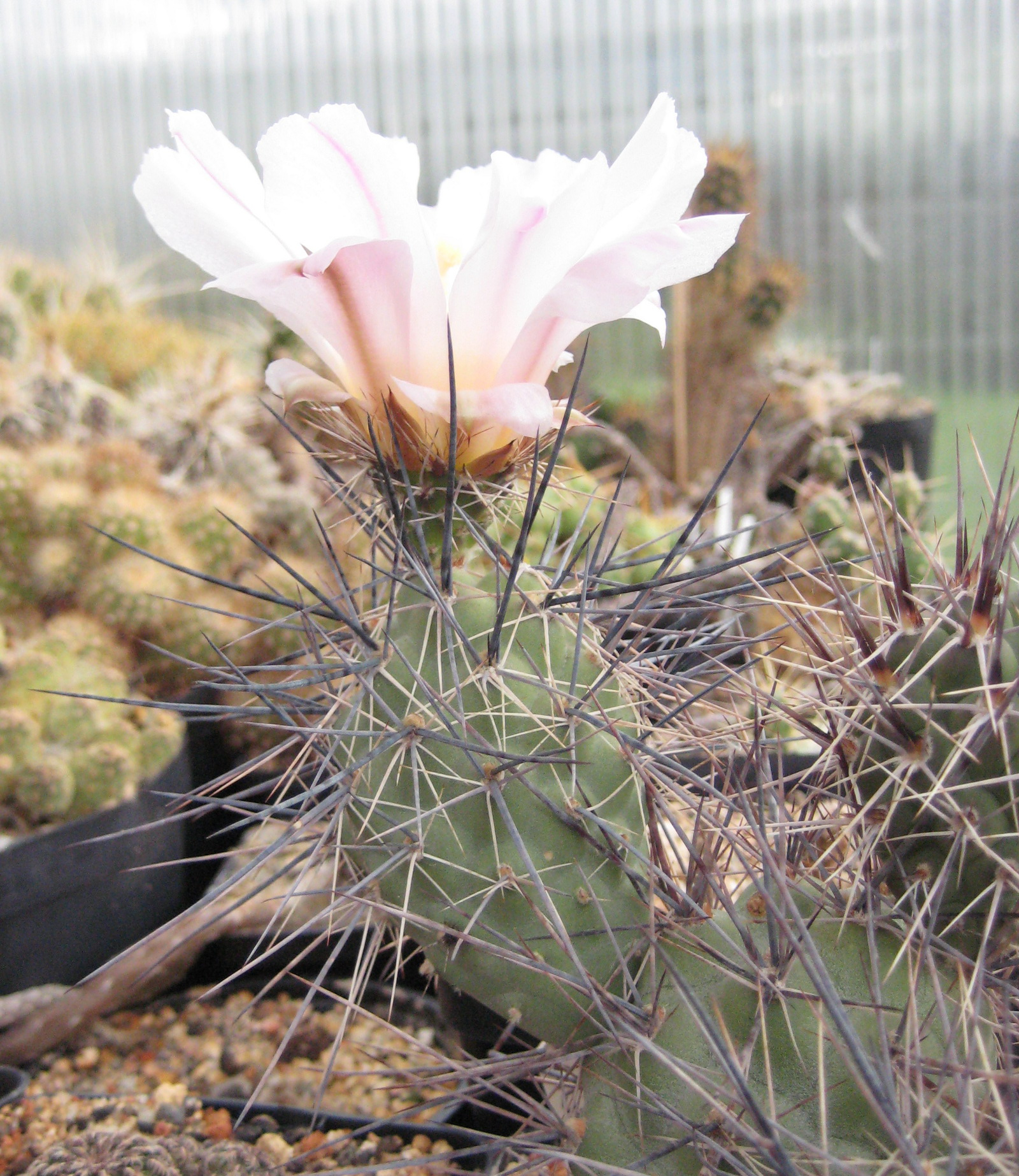
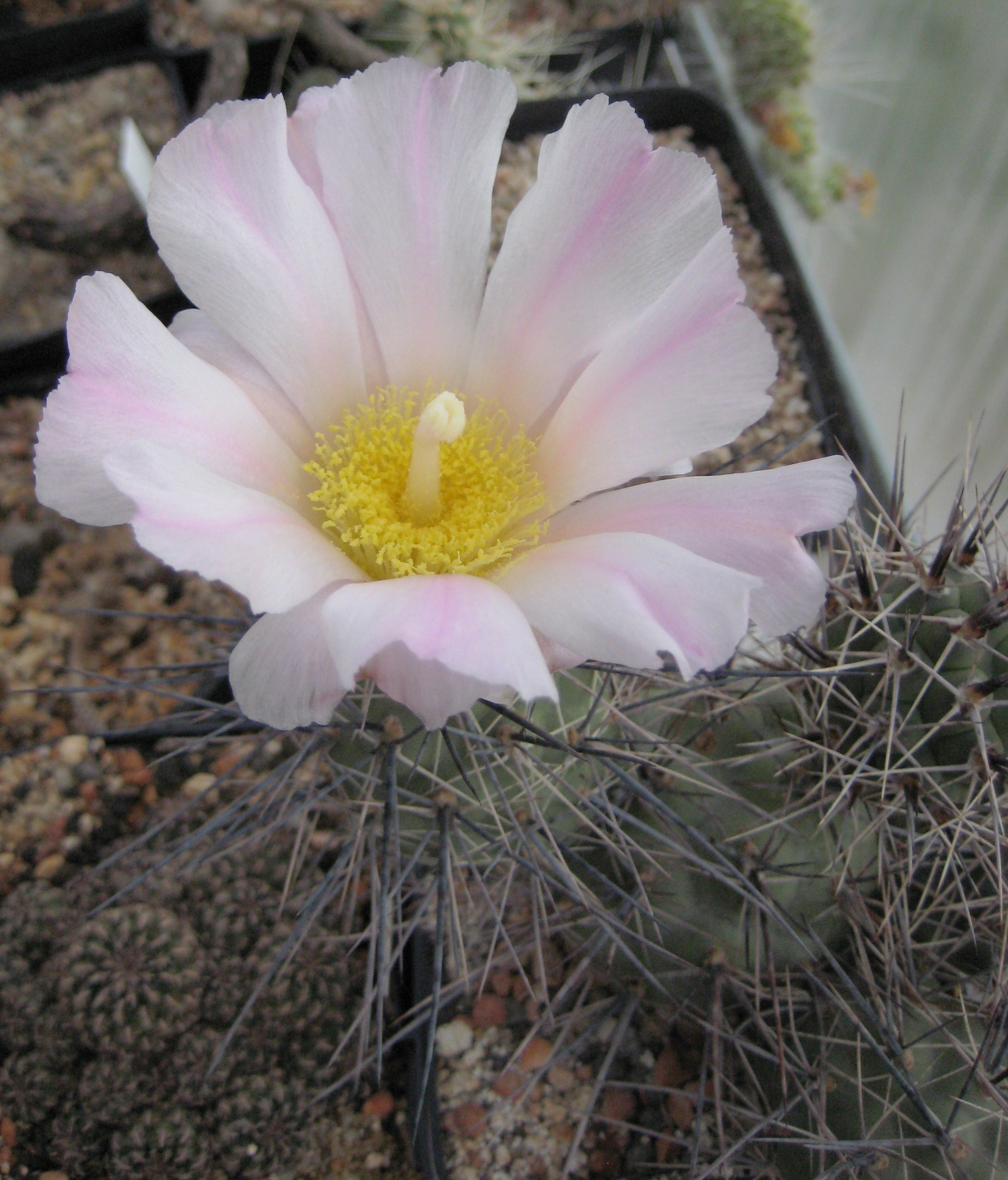
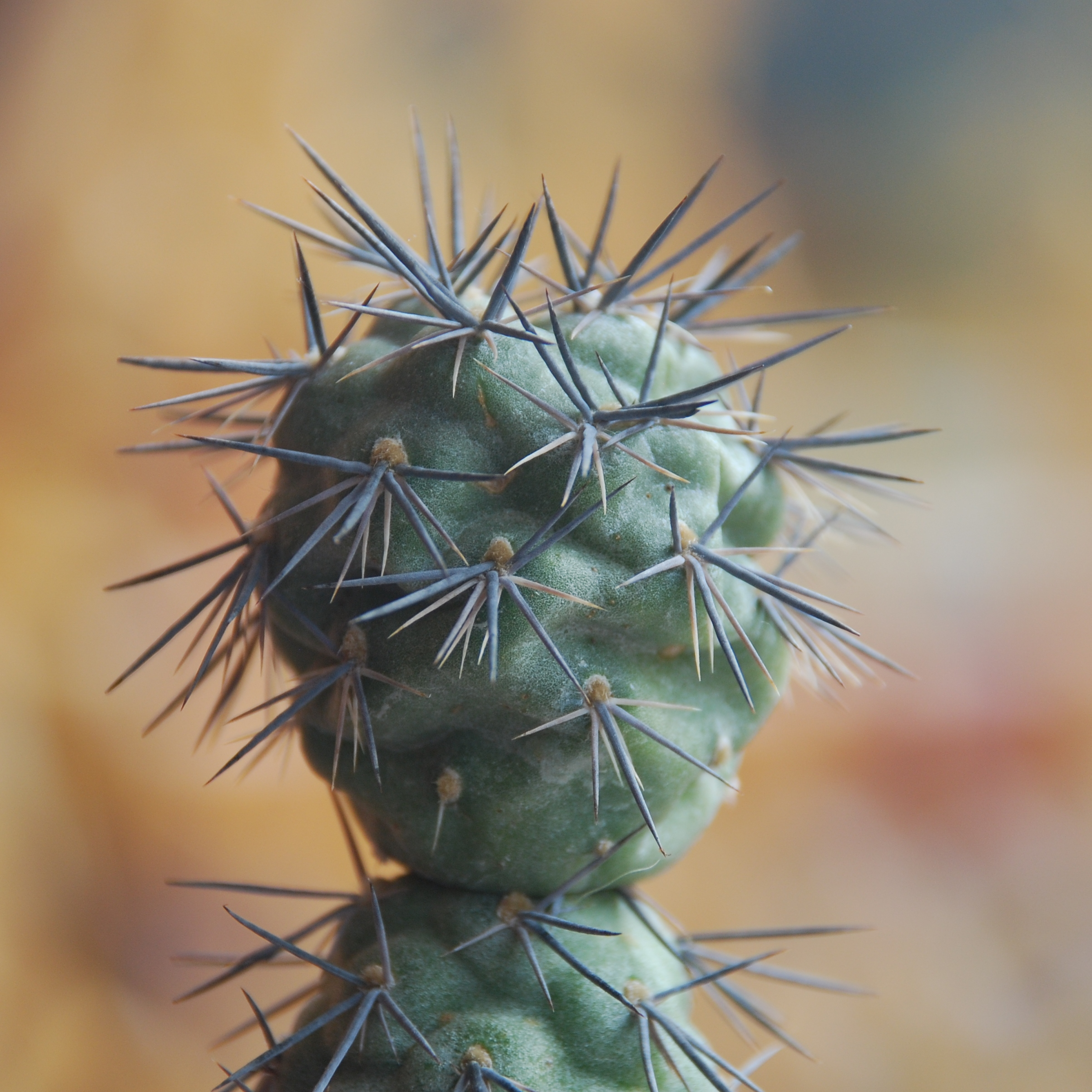